# Paralisação dos professores da Carolina do Norte em 2018
A paralisação dos professores da Carolina do Norte de 2018 foi uma manifestação e um protesto no dia de 16 de maio de 2018, com os professores da Carolina do Norte saindo em protesto contra a deflação salarial e a redução dos benefícios dos funcionários.
Esta manifestação faz parte de uma onda maior de greves de professores nos Estados Unidos, onde ocorreram protestos em Virgínia Ocidental, Oklahoma, Colorado e Arizona.

## Contexto

### Estado da educação na Carolina do Norte
Antes dos protestos, o salário médio anual de um professor na Carolina do Norte era de US$ 49.970, o que ocupava o 44º lugar no país, de acordo com um relatório da National Education Association (NEA). A receita das escolas públicas por aluno na Carolina do Norte ocupava o 43º lugar no país, com US$ 9.675.

### Demandas
A Associação de Educadores da Carolina do Norte [en] (NCAE) exigiu que o governo da Carolina do Norte promulgasse uma legislação que aumentasse os gastos por aluno, um plano de pagamento plurianual para professores, equipe de apoio, administradores e todos os funcionários da escola, que incluísse a restauração da remuneração por longevidade e diplomas avançados. Para além das demandas inicais, o NCAE exigiu que as escolas públicas da Carolina do Norte aumentassem o número de enfermeiras escolares, conselheiros, assistentes sociais e outros funcionários de apoio e expandissem o Medicaid para melhorar a saúde da comunidade. O NCAE também exigiu que a legislatura estadual criasse um conselho estadual de construção de escolas para consertar as escolas mais antigas e reduzir o tamanho das turmas.

## Reações
Roy Cooper, democrata e governador da Carolina do Norte [en], pediu às autoridades locais e estaduais que parem de atacar os professores e se unam para apoiar os professores e as escolas do estado. Cooper tuitou um editorial do jornal The Charlotte Observer [en].
Os membros do Partido Republicano da Partido Republicano da Carolina do Norte [en] enviaram e-mails em massa para os eleitores de todo o estado explicando seu apoio à educação pública e aos professores. Joseph Kyzer, porta-voz do presidente da Câmara, Tim Moore [en], declarou que a liderança republicana tem aumentado continuamente os salários dos professores e que foi a liderança democrata no estado que paralisou os gastos. Os professores apontaram que, embora os salários tenham aumentado, os aumentos foram modestos e ficaram muito atrás da média nacional e que, apesar disso, o financiamento geral da educação para suprimentos e os gastos por aluno foram continuamente cortados. Os professores apontaram que, embora os salários tenham aumentado, os aumentos foram modestos e ficaram muito aquém da média nacional, e que, apesar disso, o financiamento geral da educação para suprimentos e gastos por aluno foram continuamente cortados.
Um colega republicano, Mark Brody [en], que faz parte do conselho da Union Day School na cdiade de Waxhaw, na Carolina do Norte, chamou os professores que protestavam e os apoiadores do protesto de “Union Thugs”, que querem controlar o processo educacional. Brody disse que estava se manifestando porque não queria que suas escolas locais do Condado de Union ou as escolas da Carolina do Norte em geral se transformassem em Chicago. “Se os bandidos da União conseguirem o que querem agora, já estaremos na metade do caminho”, disse ele. Brody defenderia sua declaração, mas enfatizaria que o comentário “bandido” se referia aos sindicatos, e não aos professores em si.

### Sindicatos
A sede de Raleigh-Durham dos Industrial Workers of the World ajudou a coordenar o transporte dos manifestantes que desejavam se reunir com os professores em Raleigh.

### Organizações políticas
Várias sedes do Socialistas Democráticos da América na Carolina do Norte se solidarizaram com o NCAE e ofereceram coordenação para indivíduos que desejassem participar do protesto.